# Verulamium

La Bretagne romaine et son réseau viaire ; Verulamium est au nord-ouest de Londinium.

Verulamium était la troisième plus grande ville britto-romaine de la province romaine de Bretagne. Elle se trouvait au sud-ouest de l'actuelle St Albans dans le Hertfordshire. Même si au fil des siècles les constructions s'y sont succédé (voir ci-dessous), une grande partie de la ville romaine, couverte par un parc et des terres agricoles, reste à prospecter.
À l'époque de l'indépendance, Verulamium était la capitale du peuple celte d'origine belge des Catuvellaunes, au nord-ouest de Londinium (Londres). Dévastée ou incendiée à plusieurs reprises, elle fut reconstruite au moins trois fois : une fois après avoir été mise à sac par Boadicée en 61, une autre après un incendie général en 155, une troisième fois vers 250. Le déclin de Rome entraîna sa déchéance.

## Histoire
Avant la conquête romaine, cette capitale du peuple des Catuvellauni (ou Cassivellauni), fondée sur les berges de la Ver par le chef Tasciovanos, portait le nom de Verlamion (qui signifie « colonie des marécages »). Il s'agit là de l'un des plus vieux toponymes celtiques mentionnés dans les Îles britanniques par les Anciens.
Le camp romain fut promu au rang de municipe en l'an 50 de notre ère, ce qui signifie que les citoyens bénéficiaient désormais de tous les droits d'un citoyen de Rome. Verulamium était déjà l’une des plus grandes villes de l’île de Bretagne lorsqu'en l'an 61, la reine du peuple des Iceni, Boudicca, la fit saccager et incendier : les archéologues ont retrouvé le noir de charbon et la couche de cendres, confirmant ainsi les témoignages des historiens romains. La croissance de l'agglomération se poursuivit sans cesse : au début du IIIe siècle, elle couvrait une superficie de près de 50 ha (0,5 km2), entourée d'un fossé et d'un mur d'enceinte.
Verulamium disposait d'un forum, d'une basilique et d'un théâtre, qui ont beaucoup souffert de deux incendies, l'un survenu en 155 et le second vers 250. C'est sur les vestiges du forum qu'on a mis au jour l’une des nombreuses inscriptions latines en Grande-Bretagne. On reconstruisit la ville (en pierre !) au moins à deux reprises au cours des 150 ans qui suivirent. L’autorité romaine s'estompe entre 400 et 450.

## Vestiges

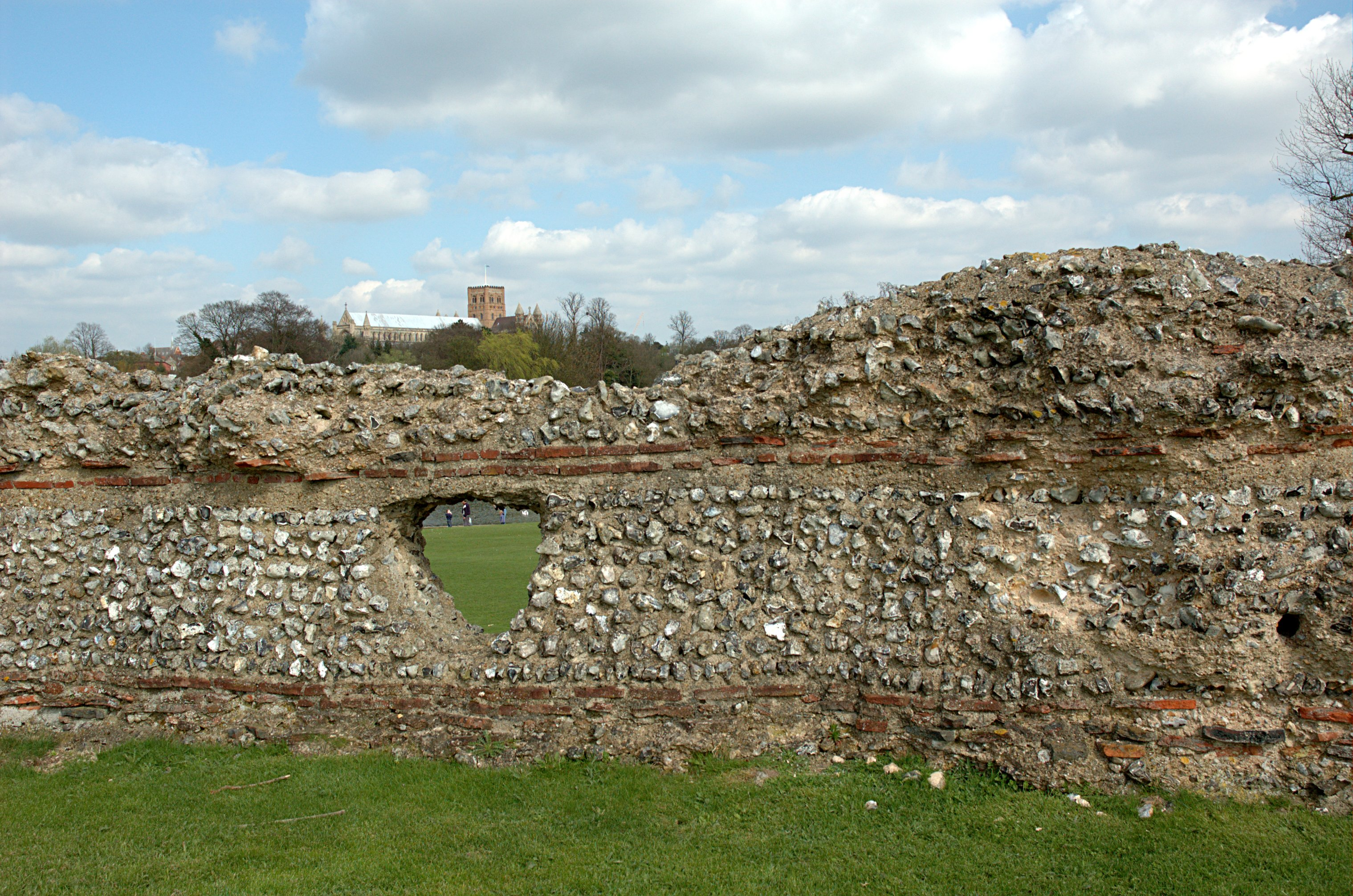
Vestiges des remparts romains.

Quelques vestiges de la ville romaine demeurent visibles : une partie des remparts, un hypocauste intact sous le plancher en mosaïque, un théâtre, qui se trouve sur des terres appartenant au comte de Gorehambury, ainsi que divers objets conservés au musée de St Albans. D'autres vestiges, enterrés sous un champ alentour, n'ont jamais été dégagés, et furent pendant un temps sérieusement menacés par le labour profond.
Les édifices furent démantelés comme carrière de pierre à bâtir lors de la fondation de la ville médiévale de St Albans : plusieurs abbayes normandes, en effet, furent construites à partir des restes de la ville romaine, en briques et pierres reconnaissables. La ville moderne tire son nom d’Alban, un soldat romain ou un citoyen de Verulamium, condamné à mort au IIIe siècle pour avoir abrité un chrétien. Alban avait été converti au christianisme par son protégé. Exécuté par décapitation selon la tradition, il est devenu le premier martyr chrétien britannique.
Il y a un musée dans le parc public Verulamium Park (à côté de l'église Saint Michel), qui contient beaucoup d'informations, tant sur la ville de l'âge du fer et la ville gallo-romaine, que sur l’histoire romaine en général. Le musée a été créé à la suite des fouilles menées par Mortimer Wheeler et sa femme Tess Wheeler. Il est réputé pour sa collection de mosaïques grandes et colorées, et bien d'autres objets tels que des poteries, des bijoux, des outils et des pièces de monnaie l'époque romaine. Beaucoup de vestiges ont été retrouvés lors de fouilles systématiques, mais certains, notamment un cercueil contenant encore un squelette mâle, ont été découverts à proximité au cours de fouilles de sauvetage. Le musée est considéré comme l'un des meilleurs pour l'histoire romaine dans les Îles Britanniques.
Étant donné qu'une grande partie de la ville moderne et de ses environs s’est construite sur des ruines romaines, il n'est pas rare de découvrir encore des objets d'art romain, même à plusieurs kilomètres. Une tuile de four a été retrouvée dans Park Street au cours des années 1970 à environ 10 km de Verulamium, et il y a un mausolée romain dans le parc Rothamstead à cinq kilomètres.

## Lord Bacon de Verulam
À l'intérieur des murs de Verulamium, Sir Francis Bacon, l'essayiste et homme d'État qui a adopté le toponyme pour sa baronnie, a construit une petite maison raffinée qui a été minutieusement décrite par le chroniqueur du XVIIe siècle John Aubrey. Aucune trace de cette maison ne subsiste. Aubrey observait toutefois à cette occasion qu'« on peut voir à Verulam, par endroits, quelques vestiges des murs de cette Cité » (voir l'illustration).

## Compléments